# Montalbert
Montalbert est un village situé près de la vallée de la Tarentaise. 
Il s'agissait à l'origine d'un hameau agricole. Montalbert possède une station de ski : La Plagne,. Il y a également une école de ski.
Montalbert se trouve à environ 10 km d'Aime-la-Plagne.